# NGC 5737
NGC 5737 est une vaste galaxie spirale barrée relativement éloignée et située dans la constellation du Bouvier. Sa vitesse par rapport au fond diffus cosmologique est de 9 702 ± 14 km/s, ce qui correspond à une distance de Hubble de 143 ± 10 Mpc (∼466 millions d'al). NGC 5737 a été découverte par l'astronome germano-britannique William Herschel en 1792.
Selon la base de données Simbad, NGC 5737 est une galaxie LINER, c'est-à-dire une galaxie dont le noyau présente un spectre d'émission caractérisé par de larges raies d'atomes faiblement ionisés.
À ce jour, cinq mesures non basées sur le décalage vers le rouge (redshift) donnent une distance de 130,080 ± 20,936 Mpc (∼424 millions d'al), ce qui est à l'intérieur des valeurs de la distance de Hubble. Notons cependant que c'est avec la valeur moyenne des mesures indépendantes, lorsqu'elles existent, que la base de données NASA/IPAC calcule le diamètre d'une galaxie et qu'en conséquence le diamètre de NGC 5737 pourrait être d'environ 58,3 kpc (∼190 000 al) si on utilisait la distance de Hubble pour le calculer.